# Leo McKern
Leo Reginald McKern (ur. 16 marca 1920 w Sydney, zm. 23 lipca 2002 w Bath) – australijski aktor, który wystąpił w brytyjskich, australijskich i amerykańskich serialach telewizyjnych i filmach, a także w rolach teatralnych, w tym na Broadwayu.
Laureat National Board of Review dla najlepszego aktora drugoplanowego za rolę kardynała Leone’a w dramacie Michaela Andersona Trzewiki rybaka (The Shoes of the Fisherman, 1968). W 1983 otrzymał Order Australii.

## Filmografia
- Opowieść o dwóch miastach (1958) jako minister sprawiedliwości-Old Bailey
- Mysz, która ryknęła (1959) jako Benter, lider opozycji
- Dzień, w którym Ziemia stanęła w ogniu (1961) jako Bill Maguire
- Za króla i ojczyznę (1964) jako kpt. O’Sullivan
- Miłosne przygody Moll Flanders (1965) jako Squint
- Help! (1965) jako Clang
- Oto jest głowa zdrajcy (1966) jako Thomas Cromwell
- Trzewiki rybaka (1968) jako kardynał Leone
- Córka Ryana (1970) jako Thomas Ryan
- Masakra w Rzymie (1973) jako gen. Kurt Mälzer
- Przygody najsprytniejszego z braci Holmesów (1975) jako prof. James Moriarty
- Omen (1976) jako Carl Bugenhagen
- Omen II (1978) jako Carl Bugenhagen
- Narodzenie (1978) jako Herod
- Błękitna laguna (1980) jako Paddy Button
- Kochanica Francuza (1981) jako dr Grogan
- Zaklęta w sokoła (1985) jako mnich Imperius
- Molokai – historia ojca Damiana (1999) jako biskup Maigret